# Pseudocella tenuis
Pseudocella tenuis is een rondwormensoort uit de familie van de Leptosomatidae.